# Saint-Pée-sur-Nivelle
Saint-Pée-sur-Nivelle é uma comuna francesa na região administrativa da Nova Aquitânia, no departamento dos Pirenéus Atlânticos. Estende-se por uma área de 65,34 km². Em 2010 a comuna tinha 7 037 habitantes (densidade: 107,7 hab./km²).